# الرحلة الأخيرة لدميتر
الرحلة الأخيرة لدميتر (بالإنجليزية: The Last Voyage of the Demeter)‏ هو فيلم رعب أمريكي قادم من إخراج أندريه أفريدال وبطولة كوري هوكينز، آيسلينج فرانسيوسي، ليام كنينغهام وديفيد داستمالشيان.

## روابط خارجية
الرحلة الأخيرة لدميتر على موقع IMDb (الإنجليزية)
- الرحلة الأخيرة لدميتر على موقع ميتاكريتيك (الإنجليزية)
- الرحلة الأخيرة لدميتر على موقع روتن توميتوز (الإنجليزية)
- الرحلة الأخيرة لدميتر على موقع ألو سيني (الفرنسية)
- الرحلة الأخيرة لدميتر على موقع أول موفي (الإنجليزية)
- الرحلة الأخيرة لدميتر على موقع فيلمافينيتي (الإسبانية)
- الرحلة الأخيرة لدميتر على موقع قاعدة بيانات الفيلم (الإنجليزية)
- الرحلة الأخيرة لدميتر على موقع ليتربوكسد (الإنجليزية)
- الرحلة الأخيرة لدميتر على موقع كينوبويسك (الروسية)